# عبير جابر
عبير جابر (9 يوليو 1993  -)، مذيعة كويتية. كانت بدايتها في يناير 2005 ببرنامج تلفزيون الأطفال بتلفزيون الكويت ، وهي شقيقة المذيعة حنان جابر، درست في جامعة الكويت، كما أن الممثلة فرح وشوق الهادي هم أبناء خالتها.

## أعمالها

### تقديم البرامج
- تلفزيون الأطفال (تلفزيون الكويت).
- تويتر شبابي (تلفزيون الكويت).